# Eleccions generals espanyoles de 1820
Havent el Rei Ferran VII decidit reconèixer i jurar la Constitució el 10 de març de 1820, el nou govern liberal d'Evaristo Pérez de Castro convocà noves Corts segons el procediment constitucional, el 30 d'abril en juntes de parròquia, el 7 de maig en juntes de districte i el 21 del mateix mes en juntes provincials, per a elegir 149 diputats, que resultaren pràcticament tots liberals, amb una majoria moderada i una minoria radical, coneguda com a "exaltada".